# Andhvoy
Andhvoy (persa: اندخوي)  o Andkoi es una ciudad de Afganistán. Está ubicado al norte del país. Pertenece a la provincia de Fāryāb. Su población es de 30.605 habitantes (2007).                                                                                                   

## Historia
La ciudad (denominado así debido a que Alejandro Magno la fundó) se encuentra entre las espuelas norteñas del Paropamisus y el Oxus; está a 100 m al oeste de Balh en el borde del desierto Turkmeno. La región es de gran importancia como una de las más norteñas en Afganistán, en la frontera rusa. Hasta 1820 se unió a Bujará, pero en este año Mahmud Khan la sitió durante cuatro meses, tomándolo por la fuerza y saqueando sus ruinas. Para preservar su destrucción el khan se lanzó en armas a los afganos. En 1825 falleció en ella el explorador inglés William Moorcroft. La zona en la cual Andhvoy se encuentra es fértil, pero proverbialmente es horrible; los persas lo consideran como "un infierno sobre la tierra" por causa de sus abrasadoras arenas, agua salobre, moscas y escorpiones. 
El distrito fue asignado a Afganistán por la comisión fronteriza Ruso-Afgano de 1885. La renovación de Andhvoy se inició en 1959, principalmente en las partes del este de la antigua ciudad. 
El plan original de la infraestructura fue arreglada y reducida a la mitad de su volumen de los desarrollos que toman lugar. Los dueños de las propiedades se negaron a vender sus tierras por promover el desarrollo y por consiguiente el plan fracasó. La infraestructura es realmente pobre; por ejemplo, en 1973 solo el 13% de las casas tienen acceso a electricidad y solamente de noche. La falta de sanidad principalmente de agua potable principalmente es un mayor problema. Los pozos de 15 metros de profundidad tienen en sus aguas, saladas y horribles, y las zanjas tienen solamente veinte días de fluir en un mes. Para contrarrestar esto, se convirtieron en charcos de agua para preservar en días malos ya que ocurre cada mes.

## Educación
En la ciudad hay 1.000 profesores y 40.000 estudiantes. De cualquier modo, aunque es un buen lugar, fueron separados en dos colegios para niños y niñas existiendo hasta 1990. Entre la Tumba de Hazrat Baba Wali y su afiliada Madrasa o colegio son considerados muy sagrados por los turkemos de la región y son una major atracción de turistas locales.

## Economía y transporte
El hecho de que la ciudad está localizada en una de las rutas comerciales más grandes entre Uzbekistán y Turkmenistán esto no ayuda económicamente a Andhvoy. Recientemente la ciudad tiene acceso al mundo exterior gracias a la compañía de teléfono móvil ROSHAN GSM.
La ciudad está localizada en la proximidad del río Shirin Tagab, en el cual irriga la ciudad y los alrededores del área. La ciudad y sus pocas villas son siempre en constante semi-sequía. Aunque la distancia entre Šibarġan y Andhvoy es no más que 70 km, la ciudad es extremadamente lejana y aislada de los principales desarrollos de la región, como es Maymanah. Cualquiera de los caminos de Šibarġan (70 km) o Maymanah (130 km) son insuficientemente desarrollados y son considerados los peores caminos de toda Afganistán. Tiene un aeropuerto a 6,4 km al este de la ciudad con pista de grava y acceso de camino en toda la carretera.